# Félix Costales Artieda
Félix Costales Artieda (Madrid, 21 de marzo de 1959) es un diplomático español.  Es el actual embajador de España en la Nigeria (desde 2025).

## Biografía
Licenciado en Derecho, ingresó en 1985 en la carrera diplomática. 
Ha estado destinado en las representaciones diplomáticas españolas en Jamaica, Haití, México, Túnez e Italia. 
Fue jefe de área de América del Norte, vocal asesor en la Dirección General de Política Exterior para Europa, asesor en el Gabinete del Secretario de Estado de Asuntos Exteriores y jefe del Gabinete Técnico del Secretario General de Asuntos Exteriores. Fue Subdirector General de Política Exterior (2004-2008); embajador de España en la República Democrática del Congo (2008-2012); Secretario General de la Fundación Consejo España-Brasil y España-México; y embajador de España en Tanzania (2015-2018).